# Kwame Ampadu
Kwame Ampadu  est un footballeur puis entraîneur irlandais, né le 20 décembre 1970 à Bradford en Angleterre. Jouant au poste de milieu de terrain, il joue en Premier League à Exeter City, Swansea City et Arsenal Football Club. Converti à l'encadrement, il est l’entraîneur adjoint de Thierry Henry à l'AS Monaco puis l'Impact de Montréal avant d'être associé à Wilfried Nancy à Montréal puis au Crew de Columbus en MLS.

## Biographie
Il est le père de Ethan Ampadu, international gallois, évoluant actuellement à la Spezia Calcio.
En 2020, il retrouve Thierry Henry et rejoint l'encadrement technique de l'Impact de Montréal en tant qu'entraîneur-adjoint.
Conservé comme adjoint lorsque Wilfried Nancy prend la tête de la formation montréalaise début 2021, il suit le Français quand celui-ci s'engage au Crew de Columbus le 6 décembre 2022,.

## Palmarès

### de joueur
Swansea City
- Vainqueur du EFL Trophy en 1993-1994

### d'entraîneur
Arsenal FC U18
- Deuxième de U18 Premier League en 2016-2017